# タンパ・スタジアム
タンパ・スタジアム（Tampa Stadium）は、アメリカ合衆国のフロリダ州タンパにあったスタジアム。NFLタンパベイ・バッカニアーズのホームスタジアムであった。

## 主要な出来事
- 1967年11月4日、タンパ大学の試合で開場。
- 1978年1月23日、プロボウル開催（NFC 14 - 13 AFC）。
- 1984年1月22日、第18回スーパーボウル開催（レイダース 38 - 9 レッドスキンズ）。
- 1991年1月27日、第25回スーパーボウル開催（ジャイアンツ 20 - 19 ビルズ）。
- 1998年9月13日、MLSのタンパベイ・ミューティニー戦で閉場。

| 前本拠地： n/a - | タンパベイ・バッカニアーズの本拠地 1976 - 1997 | 次本拠地： レイモンド・ジェームス・スタジアム 1998 - |